# Lừa la
Lừa la là một động vật lai giữa ngựa và lừa. Đây là phép lai xa (lai giữa hai dạng bố mẹ khác loài, khác chi, khác họ...). Lừa la do ngựa đực (ngựa giống) và lừa cái giao phối sinh ra. Lừa la hiếm song ít giá trị hơn la, nói chung nhỏ hơn về kích thước và không chịu đựng được khó khăn như con la. Lừa la còn được biết đến với những cái tên như Lư loa (chữ Hán:驢騾) hay còn gọi là Quyết đề (chữ Hán: 駃騠) hay còn gọi là con bardot/con bác-đô (theo tiếng Pháp) hoặc la hinny (hin-ny) (theo tiếng Anh). Cần lưu ý rằng, Quyết đề là con lai giữa ngựa đực với lừa cái, còn con La là con lai giữa ngựa cái và lừa đực.

## Đặc điểm
Lừa la có kích thước trên trung bình và nhỏ hơn con la và nhẹ hơn một phần vì lừa thường nhỏ hơn con ngựa, và tiềm năng tăng trưởng của con ngựa bị ảnh hưởng bởi kích thước của tử cung của con con cái. Có cuộc tranh luận về việc liệu đây là lý do duy nhất cho sự chênh lệch kích thước giữa hai loại ngựa lai. Một số nhà nuôi chim tin khác biệt kích thước này chỉ là sinh lý, do kích thước nhỏ hơn của vùng sinh sản con lừa, so với ngựa cái, thường là lớn hơn nhiều. Những người khác cho đó là một hệ quả tự nhiên của thập giá đối ứng.
Giống như con la, lừa la không có nhiều kích cỡ. Điều này là bởi vì những con lừa có nhiều kích cỡ, từ kiểu thu nhỏ, nhỏ như 24 inch (610 mm) ở hai bả vai, đến giống American Mammoth Jacks mà có thể được hơn 15 ngón tay (60 inches, 152 cm) tính đến hai bả vai. Như vậy, một con lừa la được giới hạn là về kích thước của các giống lớn nhất của con lừa. Tuy nhiên, có một con ngựa cái như cha mẹ, để chúng có thể được lớn như kích thước của các giống lớn nhất của con ngựa.
Khác với kích thước, có một số khác biệt nhỏ mà có thể xảy ra để phân biệt giữa con la và lừa la. Đầu của con lừa la được cho là giống như một con ngựa hơn con la nhiều hơn, bờm và đuôi lừa la lại như một con la, với đôi tai ngắn hơn (mặc dù vậy vẫn còn hơn những con ngựa) và hơn con la. Có cả lừa la đực và lừa la cái. Một lừa la được gọi là đúng một con ngựa lừa la, và một con cái được gọi là một con lừa la cái. Ở Anh, một con lừa la thường được gọi là ngựa Tây Ban Nha.

## Di truyền
Lừa la khó khăn để có được (nhân giống ra) do sự khác biệt về số lượng nhiễm sắc thể của con ngựa và con lừa. Một con lừa có 62 nhiễm sắc thể, trong khi một con ngựa có 64. Lừa la là giống lai của hai loài, có 63 nhiễm sắc thể và vô trùng. Số lượng không đồng đều của các nhiễm sắc thể dẫn đến một hệ thống sinh sản không đầy đủ. Ngựa lai thì dễ dàng hơn để có được khi số lượng nhiễm sắc thể thấp hơn, con lừa, là ở giới đực. Các con lừa la đực hay con la có thể và sẽ giao phối.
Lừa la đực và la thường được thiến để giúp kiểm soát hành vi của chúng bằng cách loại bỏ lợi ích của chúng ở con cái. Lừa la cái và la lệ không được thiến, và có thể có hoặc có thể không đi qua động dục. La cái đã được biết, trong những dịp hiếm hoi, để sản xuất con khi phối giống với một con ngựa, lừa, mặc dù điều này là cực kỳ hiếm. Có những lý do khác cho sự hiếm có của lừa la. Lừa cái và ngựa giống có thể kén chọn về bạn tình của chúng hơn so với ngựa cái và và lừa đực.
Như vậy, hai bên liên quan có thể không quan tâm đến chuyện giao phối. Ngay cả nếu chúng không hợp tác, lừa cái ít có khả năng thụ thai khi nuôi một con ngựa hơn ngựa khi phối giống với một con lừa. Nuôi lừa la lớn là một thử thách lớn hơn, vì nó đòi hỏi gen từ một con lừa có kích thước lớn, chẳng hạn như các Baudet de Poitou hoặc lừa Mammoth Mỹ. Lừa Mammoth cổ ngày càng trở nên hiếm và đã được tuyên bố một giống gia súc đang bị đe dọa. 